# Thomas Notley
Thomas Notley (* 1634 in Dorset, England; † 6. April 1679 in St. Mary’s City, Saint Mary’s County, Maryland) war zwischen 1676 und 1679 englischer Kolonialgouverneur der Province of Maryland.

## Leben
Er entstammte vermutlich einer Familie der Gentry von Dorset. Er war womöglich zudem verwandt mit Walter Notley, Gentleman aus dem County Fermanagh in Irland, der 1638 20.000 Acre große Ländereien in Maryland erworben hatte.
Im Jahr 1662 kam Thomas Notley aus Barbados in die Province of Maryland und ließ sich in St. Mary’s County nieder. Er erwarb dort einigen Grundbesitz, war als Pflanzer und Händler tätig und stieg bald auch in die Politik ein. Ab 1663 war er zeitweise Mitglied des Unterhauses des Provinzparlaments, ab 1678 Mitglied des Oberhauses. Es dauerte nicht lange, bis er zu den Beratern von Charles Calvert, 3. Baron Baltimore, dem Eigentümer und Gouverneur der Kolonie Maryland, gehörte. Seit 1669 war er auch als persönlicher Anwalt für Lord Baltimore tätig. Seit 1664 betrieb Notley eine Plantage am Wicomico River. Er besaß 1671 1.800 Acre und 1676 2.750 Acre große Ländereien. Notley war ursprünglich katholisch, George Fox berichtete später er habe Notley auf seiner Missionsreise nach Maryland (1671–1673) zum Quäkertum konvertiert. Im Jahr 1676 reiste Lord Baltimore zurück nach England und gab das Amt des Gouverneurs ab. Ihm folgte zunächst Jesse Wharton, der aber nur für wenige Wochen nach Amtsantritt starb. Daraufhin übernahm Thomas Notley am 27. Juli 1676 das Amt des Gouverneurs und wurde darin im Oktober 1676 von Lord Baltimore bestätigt. Damals war die Kolonie gleich von zwei Seiten gefährdet. Zum einen wurde die Kolonie von feindlichen Indianerstämmen bedroht; als Gegenmaßnahme wurden andere Stämme als Verbündete gewonnen. Zum anderen bedrohte die Bacon’s Rebellion in Virginia auch die Stabilität der Province of Maryland. Als Notley 1679 starb, war Lord Baltimore wieder nach Maryland zurückgekehrt und übernahm das Amt des Gouverneurs erneut selbst.
In den Archiven von Maryland finden sich keine Hinweise darauf, dass er verheiratet war oder Kinder hatte. Er hatte aber offenbar einige Patenkinder, von denen fünf nach ihm den Vornamen oder Mittelnamen Notley bzw. Notlea erhalten hatten und die in seinem Testament begünstigt wurden.